# Denver Nuggets 2014-2015
La stagione 2014-15 dei Denver Nuggets fu la 39ª nella NBA per la franchigia.
I Denver Nuggets arrivarono quarti nella Northwest Division della Western Conference con un record di 30-52, non qualificandosi per i play-off.

## Roster
| N° | Naz.                            | Ruolo | Sportivo          | Anno | Alt. | Peso \|\| |
| -- | ------------------------------- | ----- | ----------------- | ---- | ---- | --------- |
| 00 | Stati Uniti (bandiera)          | A     | Darrell Arthur    | 1988 | 206  | 102       |
| 1  | Stati Uniti (bandiera)          | GA    | Alonzo Gee        | 1987 | 198  | 100       |
| 3  | Stati Uniti (bandiera)          | G     | Ty Lawson         | 1987 | 180  | 88        |
| 4  | Stati Uniti (bandiera)          | G     | Randy Foye        | 1983 | 193  | 95        |
| 5  | Stati Uniti (bandiera)          | G     | Will Barton       | 1991 | 198  | 79        |
| 7  | Stati Uniti (bandiera)          | AC    | J.J. Hickson      | 1988 | 206  | 110       |
| 8  | Italia (bandiera)               | A     | Danilo Gallinari  | 1988 | 208  | 102       |
| 10 | Stati Uniti (bandiera)          | G     | Arron Afflalo     | 1985 | 196  | 98        |
| 10 | Stati Uniti (bandiera)          | G     | Nate Robinson     | 1984 | 175  | 82        |
| 11 | Stati Uniti (bandiera)          | G     | Erick Green       | 1991 | 191  | 84        |
| 14 | Stati Uniti (bandiera)          | G     | Gary Harris       | 1994 | 193  | 95        |
| 20 | Stati Uniti (bandiera)          | G     | Ian Clark         | 1991 | 191  | 79        |
| 21 | Stati Uniti (bandiera)          | A     | Wilson Chandler   | 1987 | 203  | 102       |
| 22 | Stati Uniti (bandiera)          | G     | Jamaal Franklin   | 1991 | 196  | 87        |
| 23 | Bosnia ed Erzegovina (bandiera) | C     | Jusuf Nurkić      | 1994 | 211  | 127       |
| 25 | Russia (bandiera)               | C     | Timofej Mozgov    | 1986 | 216  | 113       |
| 28 | Stati Uniti (bandiera)          | G     | Jameer Nelson     | 1982 | 183  | 86        |
| 34 | Stati Uniti (bandiera)          | C     | JaVale McGee      | 1988 | 213  | 114       |
| 35 | Stati Uniti (bandiera)          | A     | Kenneth Faried    | 1989 | 203  | 103       |
| 77 | Francia (bandiera)              | C     | Joffrey Lauvergne | 1985 | 211  | 109       |

## Staff tecnico
- Allenatori: Brian Shaw (20-39) (fino al 3 marzo)[1], Melvin Hunt (10-13)
- Vice-allenatori: Lester Conner (fino al 3 marzo), Melvin Hunt (fino al 3 marzo), Patrick Mutombo, Noel Gillespie
- Vice-allenatore per lo sviluppo dei giocatori: Chris Farr (fino al 3 marzo)
- Preparatore fisico: Steve Hess
- Preparatore atletico: Dan Shimensky